# 1975 في تونس
فيما يلي قوائم الأحداث التي وقعت خلال عام 1975 في تونس.

## ظهور
- 1 يناير – لوطون

## مواليد

### فبراير
- 14 فبراير – حسان البجاوي لاعب كرة قدم تونسي.[1]

### مارس
- 17 مارس – زياد غرسة
- 23 مارس – عدنان الهلالي
- 30 مارس – زياد العذاري سياسي من تونس.

### أبريل
- 7 أبريل – كوثر بلحاج ممثلة تونسية.
- 11 أبريل – وليد سليمان

### مايو
- 9 مايو – مراد المالكي لاعب كرة قدم تونسي.[2]
- 25 مايو – محمد المكشر لاعب كرة قدم تونسي.[3]

### يوليو
- 12 يوليو – معز شقشوق مهندس تونسي.

### أغسطس
- 30 أغسطس – راضي الجعايدي لاعب كرة قدم تونسي.[4]

### سبتمبر
- 18 سبتمبر – يوسف الشاهد سياسي من تونس.[5]

## وفيات

### يناير
- 1 يناير – العزيز الجلولي (مواليد 1896) سياسي تونسي.[6]